# قسم سهند أباد الريفي (مقاطعة بستان أباد)
قسم سهند أباد الريفي (بالفارسية: دهستان سهندآباد) هي منطقة سكنية تقع في إيران في ناحية تيكمه داش. يقدر عدد سكانها بـ 10,070 نسمة .